# Ocko I tom Brok

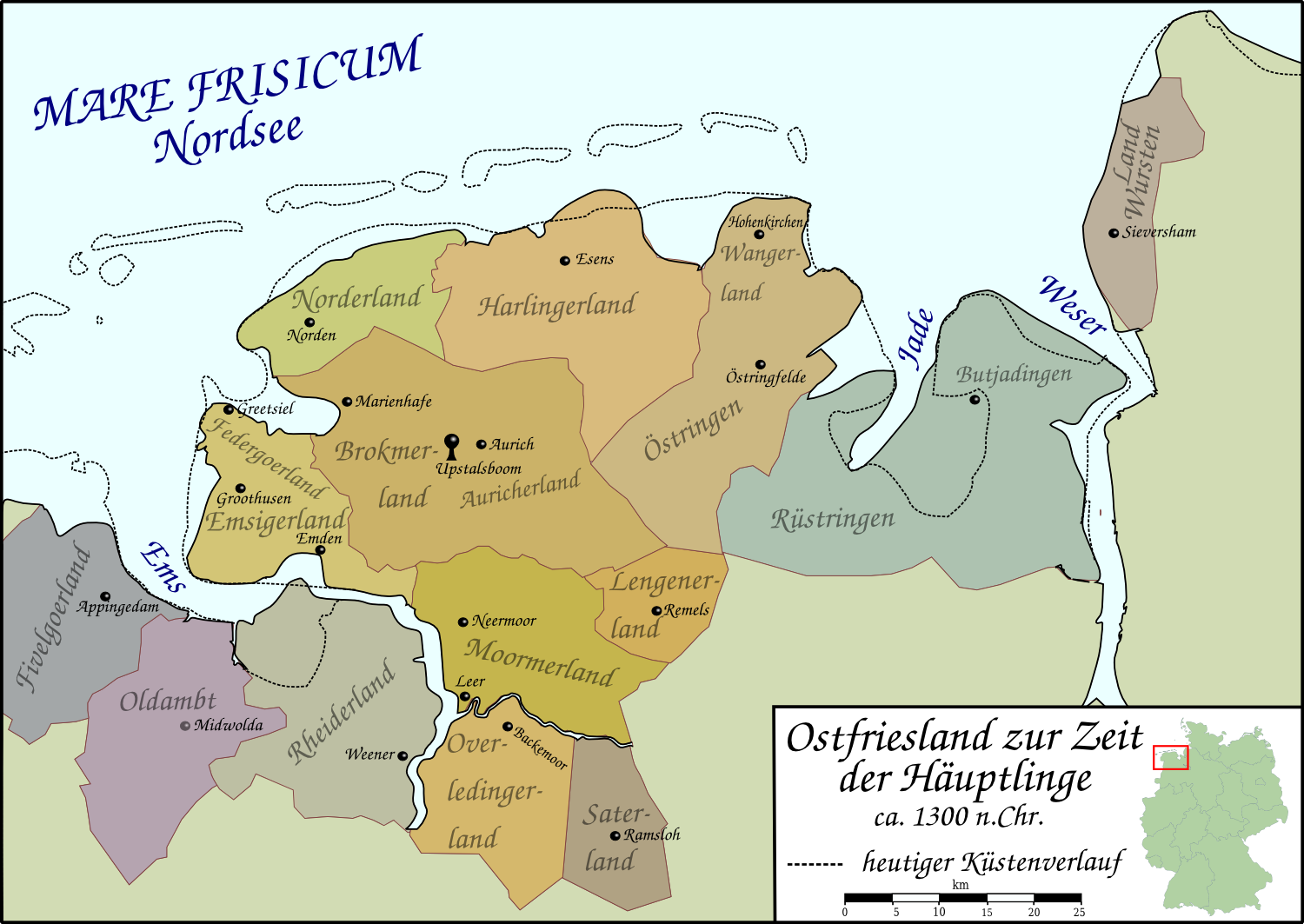
Oost-Friesland rond 1300

Ocko I tom Brok (ca. 1345 – Aurich, 7 augustus 1389) was een Oost-Friese krijgsheer en hoofdeling. Hij was de zoon van Keno I tom Brok.

## Geschiedenis
In de jaren zeventig van de 14e eeuw verbleef Ocko in militaire dienst van de koningin van Napels in Italië, die hem tot condottiere (ridder) sloeg. Na de dood van zijn vader in 1376 keerde hij terug naar Oost-Friesland als diens opvolger. In 1377 huwde hij met hoofdelingsdochter Foelke Kampana, wegens haar wreedheid Quade Foelke (Kwade Foelke) genoemd. Op dat moment heerste hij alleen nog over Norderland. In 1379 kreeg hij Emsigerland, ten noorden van Emden, in bezit en kwam daarmee op voet van oorlog te staan met zijn buurman  Folkmar Allena, hoofdeling van Osterhusen, die gesteund werd door de familie Abdena, een andere belangrijk hoofdelingegeslacht in Oost Friesland. Hun ruzie escaleerde in een openlijke oorlog die beslecht werd met de overwinning van Ocko in de slag bij Loppersum. De burchten van Folkmar vielen in zijn handen en hij nam het Harlingerland en Aurikerland in bezit. Daarmee beheerste hij het grootste deel van Oost-Friesland. Vervolgens werd de burcht in Aurich het centrum van de heerschappij van de familie Tom Brok.
In 1381 stelt Ocko I tom Brok Albrecht van Beieren, graaf van Holland als leenheer aan. Door de andere Oost-Friezen werd dit gezien als een beperking van de Friese vrijheid. Ocko I tom Brok werd later voor zijn burcht door een sluipmoordenaar vermoord. Hij werd opgevolgd door zijn zoon Widzel tom Brok.